# Ветераны разведки за здравомыслие
Ветераны разведки за здравомыслие (англ. Veteran Intelligence Professionals for Sanity) — группа бывших офицеров разведывательного сообщества США, в том числе АНБ и ЦРУ, созданная в январе 2003 года. В феврале 2003 года группа выпустила заявление, обвиняющее администрацию Буша в искажении данных национальной разведки США с целью подтолкнуть США и их союзников к вторжению в Ирак, возглавляемому США в том же году. В письме группы утверждалось, что аналитиков разведки не принимают во внимание при принятии политических решений. Изначально группа насчитывала 25 человек, в основном вышедших на пенсию аналитиков.
Позже группа была связана с поддержкой российской пропаганды относительно вмешательства России в выборы в США в 2016 году, а также с поддержкой опровергнутой теории заговора о том, что утечка украденных писем Национального комитета Демократической партии (DNC) была связана с Сетом Ричем и самим DNC, а не с российскими хакерами. Также существовали предположения, что VIPS, в частности Уильям Бинни и Роберт Дэвид Стил, могли быть причастны к созданию сети, которая впоследствии стала основой для теории заговора QAnon, поддерживающей Трампа.
Публикует открытые меморандумы для президента США.

## Известные участники
- Бинни, Уильям[4]
- Гравел, Майк[4]
- Макговерн, Реймонд[4]